# Aponogeton elongatus
Aponogeton elongatus är en enhjärtbladig växtart som beskrevs av Ferdinand von Mueller och George Bentham. Aponogeton elongatus ingår i släktet Aponogeton och familjen Aponogetonaceae.

## Underarter
Arten delas in i följande underarter:
- A. e. elongatus
- A. e. fluitans